# Козявка кувшинковая
Козявка кувшинковая, или кувшинковый листоед (лат. Galerucella nymphaeae) — вид листоедов (Chrysomelidae) из подсемейства козявок (Galerucinae).

## Распространение
Встречается в Северной и Центральной Европе.

## Экология и место обитания
Кормовые растения имаго и личинки — листья некоторых видов кувшинковых (Nymphaeaceae), а именно Кубышки жёлтой (Nuphar lutea) и кувшинки белой (Nymphaea alba), Ribes nigrum, Other species, Potentilla palustris и Nymphaea tetragona.